# استفان ترویسان
استفان ترویسان (انگلیسی: Stéphane Trévisan؛ زادهٔ ۲۷ مارس ۱۹۷۴) بازیکن فوتبال سابق اهل فرانسه است که به عنوان دروازه‌بان بازی می‌کرد.
از باشگاه‌هایی که در آن بازی کرده‌است می‌توان به باشگاه فوتبال المپیک مارسی، باشگاه فوتبال گنگام، باشگاه فوتبال سدان، و باشگاه فوتبال آژاکسیو اشاره کرد.